# トキヲイキル
トキヲイキル（Tokiwoikiru）は、福岡県を拠点に活動している日本のガールズ・エンターテイメント・ユニット、および同名の劇団。IQプロジェクト（ジョブ・ネット）所属。

## 概要
主に、演劇・芝居を中心に活動する女性エンターテイメント集団。正式名「トキヲイキル from IQプロジェクト」、通称トキイキ。チームカラーは青。
タレント、女優、アイドル、歌手、プロレスラーといった様々な人材が集うエンタメグループであり、アイドルタレントを主力とした所属事務所内にあっては異色の存在である。

## 背景
結成の背景は、福岡県を拠点とする女性アイドルグループ「LinQ」(リンク）の活動などで知られるプロダクション『ジョブ・ネット』が、再活性化の目的で新たなアイドル部門の構築を目指し、2017年6月にアイドル九州プロジェクト（通称:IQプロジェクト）を設立。大所帯であったLinQを一旦解体し再編成を行った。その一つとして同年8月に発足したのが、演劇を主体とするユニット「トキヲイキル」である。
同年10月に旗揚げし、以降は主催舞台を中心に活動。2018年6月からは、より本格志向を目指すべく「劇団トキヲイキル」にリニューアルし、外部との提携や劇中歌を主体とする音楽活動も展開している。
そして2021年には、団体にとっての新展開を迎える。新メンバーが加入し派生グループを新設。在来メンバーがソロシンガーとしてデビューも果たした。団体内の規模を拡張し、新たな演出を開始している。
結成5周年を迎える2022年は大小様々な企画を実施し、集大成として原点であるセルフタイトルの舞台公演『時ヲ生キル』を地元福岡で上演。翌2023年に5周年記念ワンマンライブを開催した。ここで藤松宙愛が卒業、同じく表明していた伊藤麻希は卒業を撤回し、今後は6人体制となる。
また同年、岸田麻佑がプロデューサーとして新プロジェクト「きしPこくーん」を立ち上げることが発表されている。
2024年3月15日、サポートメンバーとして井上真里奈、柏木優茉の2名を迎え、7周年記念ワンマンライブに向けてライブ活動を再開することを発表した。

## 劇団トキヲイキル メンバー

### トキヲイキル
劇団の核となる正規メンバー。MAGICAL SPEC兼任の岩本以外は個人活動のために合弁事務所「Uniiique（ユニーク）」所属となっている。
| 名前                         | 生年月日              | 出身地 | 備考                                                                                         |
| ---------------------------- | --------------------- | ------ | -------------------------------------------------------------------------------------------- |
| 原直子 (はら なおこ)         | 1989年1月5日（36歳）  | 福岡県 | 元LinQ・1期生（チームLinQ Lady）                                                             |
| 岸田麻佑 (きしだ まゆ)       | 1991年7月2日（33歳）  | 福岡県 | 元LinQ・1期生（チームLinQ Lady） 舞台プロデューサー兼任                                      |
| 桃咲まゆ (ももさき まゆ)     | 1994年8月12日（30歳） | 佐賀県 | 元LinQ・1期生（チームLinQ Lady） 既婚者、家族は夫・坂本真一 (俳優) と1女                     |
| 大庭彩歌 (おおば あやか)     | 1990年5月18日（35歳） | 福岡県 | 元LinQ・2期生（チームLinQ Lady） ソロシンガー活動兼任                                        |
| 岩本琴音 (いわもと ことね)   | 2000年6月3日（25歳）  | 福岡県 | 元LinQ・6期生（チームLinQ Qty） MAGICAL SPEC兼任。第1期BudLaB（ジョブ・ネット研究生）出身    |
| 伊藤麻希 (いとう まき)       | 1995年7月22日（29歳） | 福岡県 | 元LinQ・2期生（チームLinQ Qty） 東京都駐在のため不定期の参加。アイドルプロレスラーとして活動 |
| サポートメンバー             |                       |        |                                                                                              |
| 井上真里奈 (いのうえ まりな) | 1995年12月5日（29歳） | 福岡県 | 準劇団員兼天野なつダンサーズ 元いちご姫ユニット                                              |
| 柏木優茉 (かしわぎ ゆま)     | 1999年1月8日（26歳）  | 福岡県 | 元REBIRTH↗、くるーず〜CRUiSE!、ピペリカム                                                    |

#### 旧メンバー
- 藤松宙愛（ふじまつ そら、2002年8月7日生、福岡県出身） – 2023年1月28日トキヲイキル卒業。MAGICAL SPEC兼任。元Stereo Fukuoka。

### 劇団員
外部提携を含む準メンバー。
| 名前                       | 生年月日               | 出身地 | 備考                                               |
| -------------------------- | ---------------------- | ------ | -------------------------------------------------- |
| chelu (ちぇる)             | 1988年6月10日（37歳）  | 兵庫県 | エンターアーツプロモーション所属 BASEBALL☆GIRLS    |
| 天野なつ (あまの なつ)     | 1993年8月12日（31歳）  | 福岡県 | IQプロジェクト個人所属 元LinQ・1期生、元同リーダー |
| あわた かれん              | 1994年6月24日（31歳）  | 福岡県 | フリーランス 元 虹色ヴィーナス                     |
| 井上未優 (いのうえ みゆう) | 1999年11月11日（25歳） | 福岡県 | 合同会社ハイキック所属                             |
| 悠乃 (ゆの)                | 1993年8月23日（31歳）  | 福岡県 | CGE所属                                            |

## 派生グループ MAGICAL SPEC（マジカルスペック）
MAGICAL SPEC from トキヲイキル（マジカルスペック・フロム・トキヲイキル）は、トキヲイキル内に設置した派生グループ。2021年初頭に発足。通称「マジスペ」。

## o沼軍団
o沼軍団（おおぬまぐんだん、英: BIG SWAMP）とは、事務所契約プロデューサーの一人である大沼智哉が率いるチームの総称。トキヲイキルを筆頭に、外部のグループやスタッフも加盟している。キャッチフレーズは「泥沼へようこそ」。
【主な加盟者】
- 柏原収史
- トキヲイキル
- 大庭彩歌
- 伊藤麻希
- HelloYouth
- MAGICAL SPEC

ほか

## 主催舞台
| 演目                                                          | 期間                                       | 劇場                                                | 脚本 / 演出          |
| ------------------------------------------------------------- | ------------------------------------------ | --------------------------------------------------- | -------------------- |
| 旗揚げ公演『小さなカフェの片隅から』                          | 2017年10月25日 - 29日                      | 福岡・ぽんプラザホール                              | 山下大士             |
| 第2回本公演『燈火の中、貴方を想ふ』                           | 2017年12月6日 - 10日 2018年4月11日 - 15日  | 東京・劇場HOPE 福岡・ぽんプラザホール               | 伊藤高史 / 柏原収史  |
| SP公演 朗読劇『バレンタイン・キューピッド』                   | 2018年2月12日                              | 福岡・天神ベストホール                              | 伊藤高史             |
| 第2回SP公演 朗読劇『紫陽花』                                  | 2018年6月16日                              | 福岡・天神ベストホール                              | 伊藤高史             |
| 第3回本公演 タタカッテシネ合同『瀬戸内少女ラジオ局』          | 2018年7月11日・12日 2018年8月8日 - 12日    | 東京・コフレリオ新宿シアター 福岡・ぽんプラザホール | 伊藤高史             |
| 第3回SP公演 朗読劇『オムニバス de トキイキごっこ』            | 2018年10月28日                             | 福岡・天神ベストホール                              | ヨウ手嶋             |
| 第4回本公演『STEP STEP STEP』                                 | 2018年12月12日 - 16日                      | 福岡・ぽんプラザホール                              | A・ロックマン        |
| 劇団☆ディアステージ合同公演『四月の霊』                       | 2019年4月26日 - 29日 2019年5月23日 - 26日  | 東京・R'sアートコート 福岡・ぽんプラザホール        | 佐藤拓 / 松多壱岱    |
| 第5回本公演『ハコイリムスメのすゝめ』                         | 2019年9月11日 - 15日                       | 福岡・ぽんプラザホール                              | 安藤亮司 / 柏原収史  |
| 第6回本公演『エアガール!』                                    | 2019年12月11日 - 15日                      | 福岡・ぽんプラザホール                              | 伊藤高史 / 柏原収史  |
| アリスインプロジェクト合同公演『Alice in Deadly School 楽園』 | 2020年1月29日 - 2月2日                     | 福岡・ぽんプラザホール                              | 麻草郁 / ヨウ手嶋    |
| オンライン朗読劇                                              | 2020年5月2日 ほか                          | オンライン                                          |                      |
| 第7回本公演『検温しましょ』                                   | 2020年10月14日 - 18日 2021年1月20日 - 24日 | 福岡・ぽんプラザホール 東京・上野ストアハウス       | 徳井義実 / 柏原収史  |
| 万能グローブガラパゴスダイナモス合同公演『ラバー・ソウル !』  | 2020年11月11日 - 15日                      | 福岡・ぽんプラザホール                              | 川口大樹             |
| 劇団ウルトラマンション合同公演『うらがわの事件簿』            | 2021年3月24日 - 28日 2021年5月19日 - 23日  | 福岡・ぽんプラザホール 東京・コフレリオ新宿シアター | 安藤亮司             |
| 岸田麻佑 完全プロデュース公演 第一弾『ほぼ、コドモ』          | 2021年7月29日 - 8月1日                     | 福岡・ぽんプラザホール                              | ヨウ手嶋             |
| トキヲイキルプロデュース公演『雨夜の星屑』                    | 2021年11月24日 - 28日                      | 福岡・ぽんプラザホール                              | エダカヨ / 柏原収史  |
| トキヲイキル5周年記念公演『時ヲ生キル』                       | 2022年11月9日 - 13日                       | 福岡・レソラNTT夢天神ホール                         | 松多壱岱、入江おろぱ |
| トキヲイキル7周年記念公演『ライブズ アクロス タイム』         | 2024年10月9日 - 13日                       | 福岡・ぽんプラザホール                              | 松多壱岱、門野翔     |

## ディスコグラフィ
トキヲイキル
- 1stアルバム『トキヲイキル』（2019年3月21日、IQP Records）
- 配信シングル「キエナイ光」（2022年8月1日、IQP Records）
- 配信シングル「トキイキサマー」（2022年8月1日、IQP Records）
- 配信シングル「RESTART」（2022年8月1日、IQP Records）

大庭彩歌
- 1stミニアルバム『Final departure』（2021年6月25日、IQP Records）

MAGICAL SPEC
伊藤リスペクト軍団（伊藤麻希）
- シングル「セツナイロ」（2018年1月4日、LinQ Records）

o沼軍団
- チームテーマ曲「ONGD」（楽曲提供：柏原収史）

## 出演
※主にレギュラー準レギュラー・特別出演のみ記載 

### テレビ
- アサデス。KBC（KBCテレビ） - 原直子（芸能オッショイ!：毎週月曜 - 水曜：2013年4月1日 - 2020年、アサトピNEWS：毎週月曜 - 水曜：2020年4月 - 2021年12月、毎週月曜 - 水曜・金曜： 2022年1月 - ）
- ロンプク☆淳（2019年4月からドォーモ月曜枠に移動、KBCテレビ） - 原直子（2016年4月 - 2021年3月)

### ドラマ
- 福岡放送開局50周年スペシャルドラマ「天国からのラブソング」（2020年3月15日 / 20日、FBS福岡放送 / BS日テレ） - 藤松宙愛
- 特撮ドラマ 「ドゲンジャーズ」
  - シーズン1（2020年4月10日 - 6月28日、KBCテレビ / TOKYO MX） - 桃咲まゆ：ヒロイン ゆき 役
  - シーズン3 ドゲンジャーズハイスクール（2022年4月10日 - 6月26日、KBCテレビ / TOKYO MX / KKB鹿児島放送） - 藤松宙愛：ヒロイン 山田真子/MAKO 役[9]、MAGICAL SPEC & トキヲイキル 各選抜メンバー：端役、エキストラ
  - （シーズン3スピンオフ）リターンオブへし切長谷部（2022年9月4日、KBC / TOKYO MX / KKB） - 藤松宙愛：山田真子/MAKO 役

### 映画
- 短編映画『この世界は今日も』（2020年9月公開、有限会社アンジェリカ） - 藤松宙愛：ヒロイン 楓 役
- 猫の記憶（2023年1月15日公開、糸島映画製作所） - 藤松宙愛（友情出演）

### ラジオ
- ひげドクターと原ちゃんのチョイ悪クリニック（2018年11月28日 - 、NBCラジオ佐賀）- 原直子
- ただいま、ラジオ。（2020年4月3日 - 2021年9月、NBCラジオ佐賀）- 原直子
- トキヲイキルとHelloYouthのAfternoon Jockey（2020年6月 - 、エフエム佐賀） - 週替わり出演
- あさかラ（2021年10月 - 、NBCラジオ佐賀/長崎）- 原直子
- アサデス。ラジオ（2022年3月 - 、KBCラジオ） - 原直子（毎週木曜）

### TV / WebCM
- イオン九州（イオングループ） - トキヲイキル
  - 「2019浴衣」TVCM（2019年7月OA）
  - 「みやざきワイン」WebCM（2022年9月OA）
- ピザクック×ふくや「明太スーパースターフォー」TVCM（2022年4月OA、イワタダイナース×ふくや株式会社） - 藤松宙愛